# Alan Gogaïev
Alan Kazbekovitch Gogaïev (en russe : Алан Казбекович Гогаев) est un lutteur russe, né le 8 mars 1990) à Digora, en Ossétie-du-Nord-Alanie.

## Palmarès

### Championnats du monde
- Médaille de bronze en catégorie moins de 66 kg en 2010

### Championnats d'Europe
- Médaille d'or en catégorie moins de 66 kg en 2012